# Monasterio de San Quirico de Colera
El monasterio de San Quirico de Colera (en catalán: monestir de Sant Quirze de Colera) es una abadía benedictina documentada desde el siglo IX, en el municipio catalán de Rabós en la comarca del Alto Ampurdán (Gerona, España). 
Está declarado Monumento Histórico Artístico.

## Situación
Se encuentra en el parque natural de la Albera.

## Historia
El conde Gausberto de Ampurias, cedió los terrenos en el año 927; se reconstruyó y se consagró en el año 935, por el obispo Guigo de Gerona. Fue ampliándose y renovándose sucesivamente a través de los años. Su bienes fueron prósperos y se extendieron por todo el Ampurdán y el Rosellón. En el año 1123 fue puesta bajo la veneración de los santos Quirze, Andrés y Benet procediéndose a una segunda consagración por el obispo Berenguer Dalmau de Gerona en presencia del de Carcasona. Se unió al monasterio de San Pedro de Besalú en el año 1592.
En el año 1835, por la desamortización de Mendizábal, la comunidad de San Pedro de Besalú se extinguió y todos sus bienes fueron puestos en subasta, el monasterio de San Quirico de Colera con todos sus pertenencias y tierras, fue adquirido por el general ampurdanés Ramón Nouvilas, cuyos descendientes han sido propietarios hasta el año 1994 que lo vendieron al ayuntamiento de Rabós por la cantidad simbólica de mil pesetas.

## El edificio
Su iglesia se encuentra restaurada, consta de una planta de tres naves que forman el edificio, con bóveda de cañón la nave central y de cuarto de cañón las laterales, todas reforzadas con arcos que arrancan de pilares cruciformes. En la cabecera conserva tres ábsides semicirculares, el central con ornamentación de un friso de arquillos.
Tiene tres puertas, en la fachada norte, oeste y la del muro del sur que lleva al claustro, el cual conserva la galería de poniente con cuatro ventanas geminadas. La fachada occidental fue reconstruida en el siglo XII.
De la fortificación se conserva una torre de defensa y restos de muralla.

## Obras de restauración y excavación
En la restauración que se está llevando a cabo, se han recuperado pinturas románicas en uno de los arcos, así como se han localizado tumbas antropomórficas en el refectorio, que permiten datar una primera ocupación de la zona en la época medieval del siglo VIII

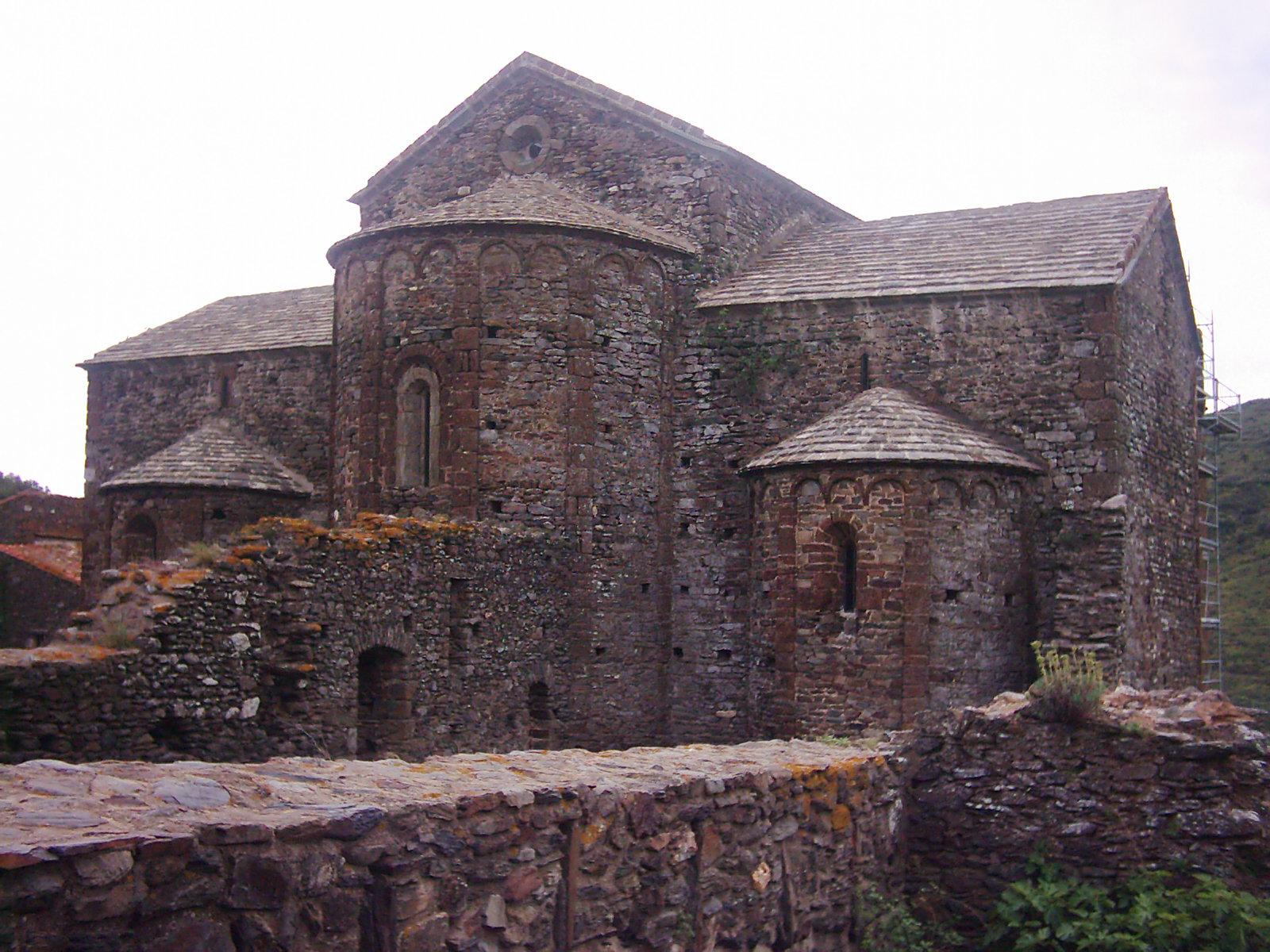
San Quirico de Colera
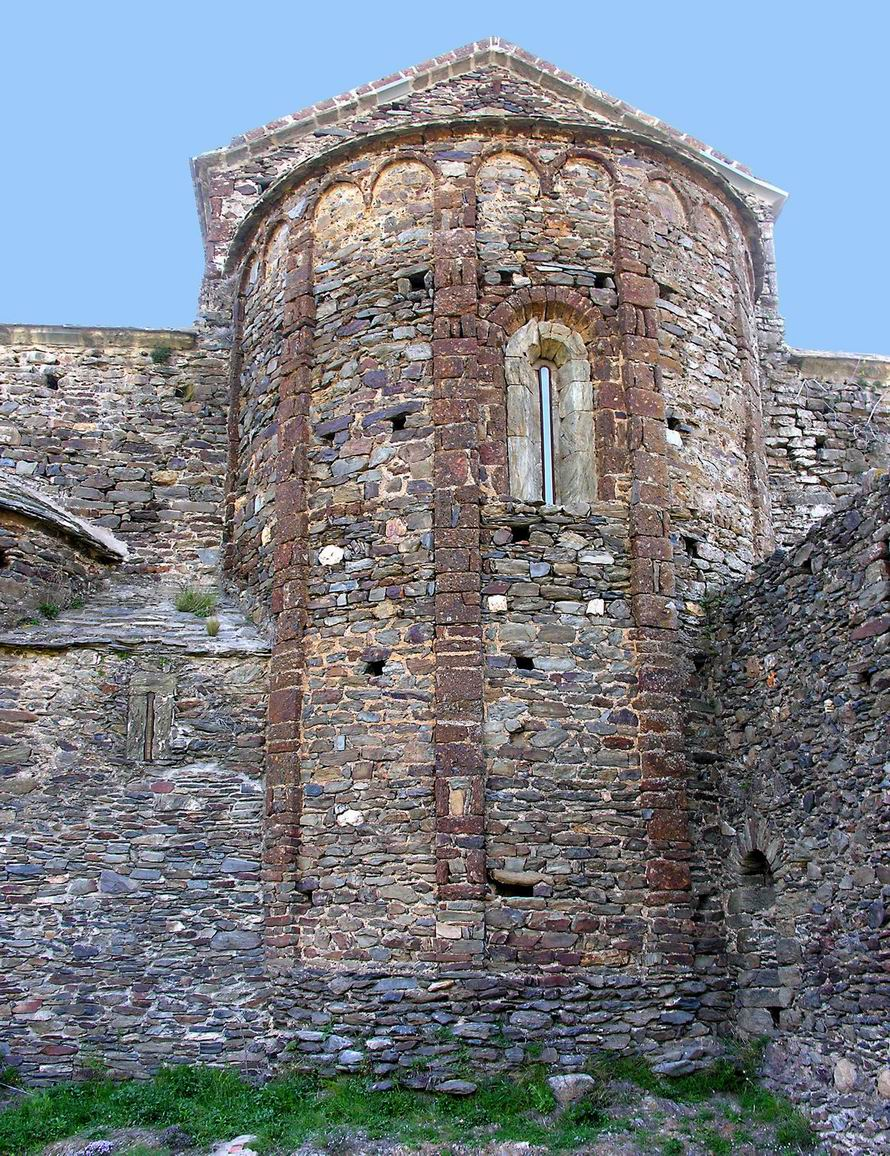
Ábside central
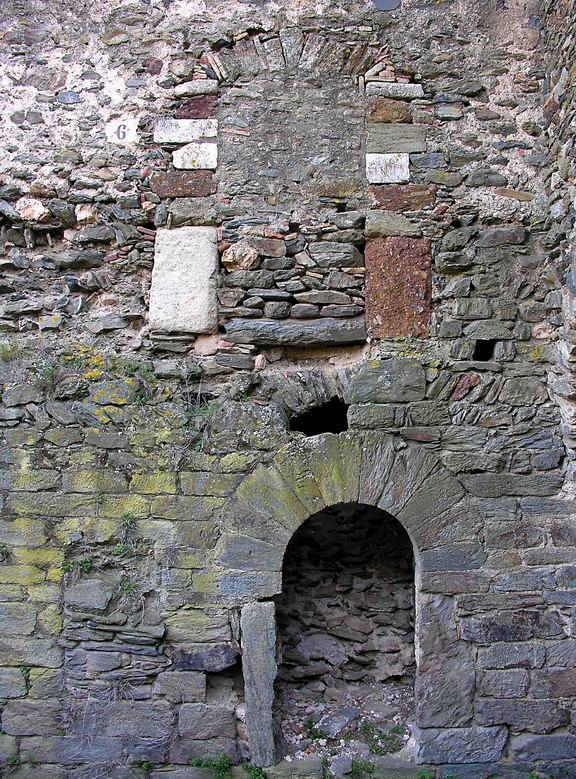
Detalle
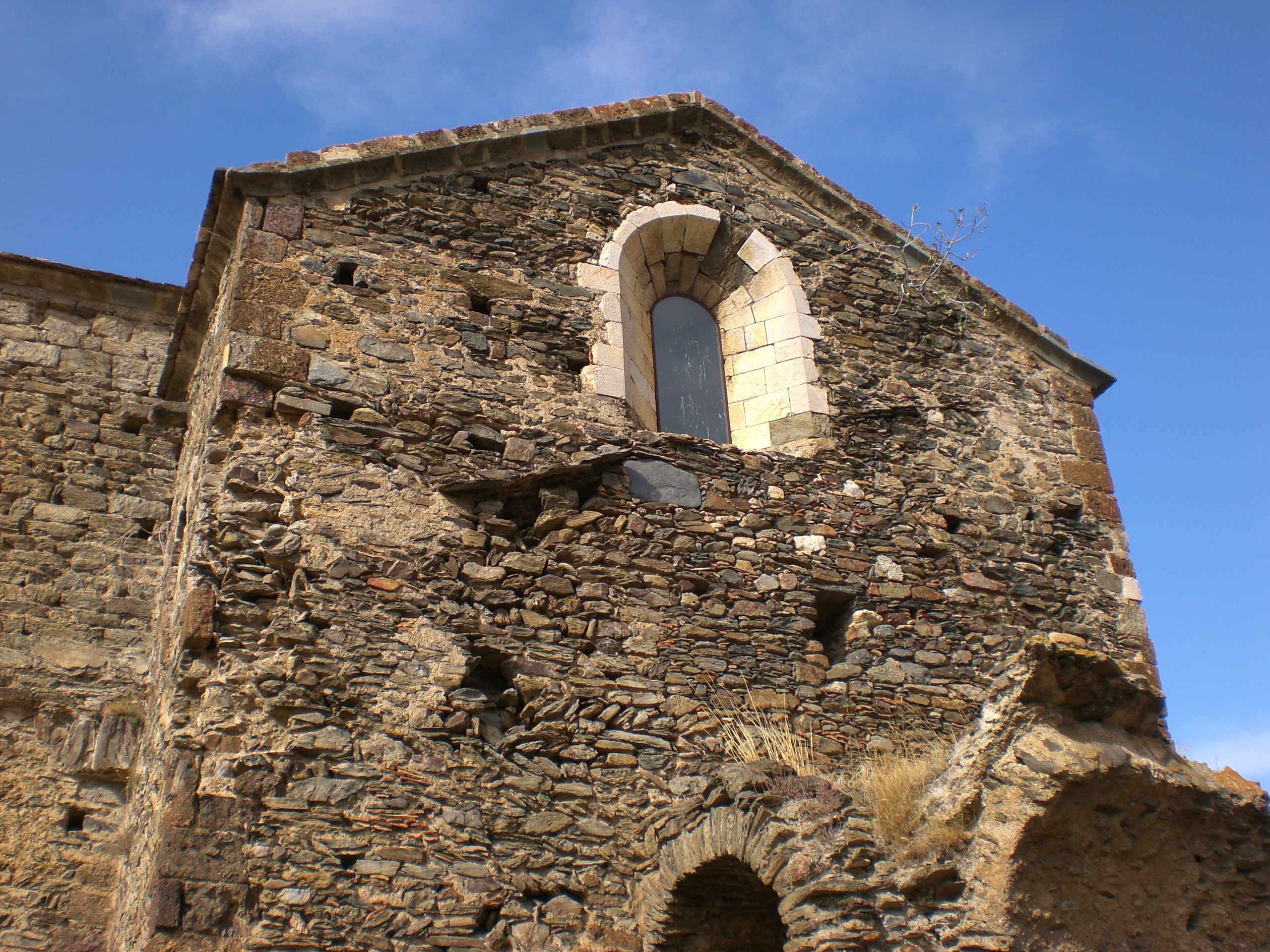
Ventana oriental del transepto